# Isla de Mare
La Isla de Mare (en indonesio: Pulau Mare) es una pequeña isla volcánica en el lado oeste de la isla de Halmahera, en el este del país asiático de Indonesia. La isla mide 2 kilómetros de largo por 3 km de ancho. Es parte de la cadena  del arco volcánico de los volcanes Halmahera.